# Sofortness
Sofortness bezeichnet – aus einer Ungeduld nach einem extrem kurzen Reiz-Reaktions-Verhältnis – die Erwartungshaltung, dass zunehmend „sofort“ den einzig akzeptablen Zeitrahmen darstellt.

## Begriff
Der Begriff ist eine freie Kombination aus dem Zeitadverb „sofort“ und der englischen Substantiv-Endung „-ness“. Er wurde von Peter Glaser 2007 in einem Artikel auf Technology Review eingeführt. und durch einen Beitrag auf Spiegel Online von Sascha Lobo populär. Glaser definiert die Sofortness als eine Erwartungshaltung, „sofort bedient zu werden bzw. eine Reaktion in medialer Echtzeit zu erhalten“. Der Begriff, auch als „digitale Ungeduld“ bezeichnet, wird mit einer „drastischen Verkürzung der Zeitspanne zwischen Bedürfnissen und Befriedigung“ verknüpft.
Die „Kultur der Sofortness“ ist nach Martha Sarah Stevens von Ungeduld geprägt. Nach Sascha Lobo ist Sofortness das Krönchen der Beschleunigung: „Es geht nicht mehr schneller als sofort“.

## Wirkung
„Sofortness“ bezieht sich u. a. auf den Wunsch der Kunden in der heutigen Konsumgesellschaft, ihre Waren umgehend zu erhalten. Die Erfüllung des Wunsches nach einer kurzen Lieferzeit fließt unmittelbar in die Beurteilung des Händlers ein. Damit werden künftige Kaufentscheidungen beeinflusst. Diese Erfüllungshaltung wird auch an die Qualität gestellt. Insgesamt nehme die Markentreue ab. Die Wirkung bleibt nicht nur auf das Internet beschränkt, auch weitere Lebensbereiche werden durch diese Ungeduld bestimmt, beispielsweise im Büro die Beantwortung von E-Mails, im Privatbereich die Reaktion auf Messages in sozialen Medien, beim Einkauf die Verfügbarkeit von Waren und in der Logistik die extrem zeitnahe Lieferung.

## Messbarkeit
Die Ungeduld sei empirisch belegbar. Falls eine Internetseite-Einkaufsseite nicht innerhalb von drei Sekunden geladen ist, würden etwa 40 Prozent der potentiellen Kunden wegklicken.